# La contessa
La contessa (The Countess) è un film del 2009 musicato, scritto, diretto e interpretato da Julie Delpy, che tratta la storia della famigerata contessa Erzsébet Báthory, interpretata dalla stessa regista, che nel XVII secolo venne soprannominata la Contessa Dracula per aver ucciso centinaia di giovani donne allo scopo di bagnarsi nel loro sangue e mantenersi giovane in eterno.
Il film è stato presentato nel 2009 nella sezione Panorama del Festival di Berlino, e nel 2010 è valso a Julie Delpy il premio come miglior regista al Festival du film de Cabourg. In Italia è arrivato direttamente in televisione il 1º dicembre 2013 in tarda serata su Rai Movie.

## Trama
Europa centrale, 1600. La contessa Erzsébet Báthory, rimasta vedova, è la donna più potente del paese. Durante un ricevimento, la donna conosce il giovane Istvan Thurzo, figlio del conte Gyorgy Thurzo, e cede alle sue lusinghe. Ma il padre del giovane si oppone al legame che lega il figlio alla matura vedova, e ordina a Istvan di troncare la loro relazione. La donna, convinta che il rifiuto sia dovuto alla sua età e all'inevitabile passare degli anni, cade nella disperazione e si convince che solo il sacrificio di fanciulle innocenti, e il bagno nel loro sangue, potrà impedirle di invecchiare e di ritrovare bellezza e salute, in modo da riconquistare il cuore di Istvan.

## Riconoscimenti
- Festival du film de Cabourg 2010
- Swann d'oro al miglior regista